# Independência de Portugal

Portugal e o contexto ibérico no ano 1150

Dentro dos limites da atual fronteira política de Portugal habitaram ao longo dos séculos diferentes civilizações, partindo dos povos ibéricos pré-romanos, passando por romanos, bárbaros, visigodos, e muçulmanos (Al-Andalus e distintas Taifas). Da sua presença existem inúmeros vestígios não só arqueológicos, mas também culturais e linguísticos que se mantêm vivos na língua portuguesa dos nossos dias.
A constituição do Condado Portucalense e principalmente a posterior independência como Reino de Portugal e sua consequente expansão é um processo que teve várias fases e datas chave: em 1139 com a Batalha de Ourique, em 1140 quando o Conde Afonso Henriques passou a utilizar o título de Rei dos portugueses, e finalmente a 5 de outubro de 1143 D. Afonso Henriques assinou com o primo Afonso VII de Leão e Castela o Tratado de Zamora que reconheceu a soberania portuguesa. 
A independência de Portugal foi outorgada definitivamente pelo Papa Alexandre III a 23 de maio de 1179 com a Bula pontifícia Manifestis Probatum.

## A Reconquista e o Condado

Mapa político da Península Ibérica no ano 1000

O processo gradual de conquista levado a cabo pelo movimento ibérico cristão, denominado Reconquista, originou o nascimento de pequenos reinos que se expandiam à medida que as batalhas eram bem sucedidas. A expansão dos reinos ibéricos pela península, iniciada pelo Reino das Astúrias, foi um processo contínuo conseguido pelos vários senhores da região: o Reino de Navarra, a partir do ano 824, o Reino de Leão, a partir de 910, o Reino de Castela, a partir de 1065, o Reino de Aragão, a partir de 1035 e o Condado de Barcelona, independente face aos reis francos desde o século X.
Em 1096, descontente com as políticas bélicas do conde Raimundo de Borgonha, o rei Afonso VI de Leão e Castela entregou o governo do Condado Portucalense a um primo de Raimundo, o conde D. Henrique de Borgonha, juntamente com a sua outra filha, a infanta D. Teresa, passando Henrique a ser conde de Portucale.

## A formação do Reino
Deste condado nasceria o reino de Portugal. D. Henrique governou no sentido de conseguir uma completa autonomia para o seu condado e deixou uma terra portucalense muito mais livre do que aquela que recebera. Aquando a morte de D. Henrique (1112), sucedeu-lhe a viúva deste, D. Teresa, no governo do condado durante a menoridade do seu filho Afonso Henriques de Borgonha. Inicialmente, o pensamento de D. Teresa foi idêntico ao do seu marido: fortalecer a vida portucalense, conseguir a independência para o condado. D. Teresa começou (1121) a intitular-se rainha, mas os muitos conflitos diplomáticos e a influência que concedeu a alguns nobres galegos (principalmente a Fernão Peres) na gerência dos negócios públicos prejudicou o seu esforço de tal maneira a que D. Teresa foi obrigada a abdicar das suas pretensões e mudar de política.
Aos dezasseis anos de idade (1125), o jovem Afonso Henriques, com o apoio da nobreza portuguesa da época, armou-se a si próprio cavaleiro – segundo o costume dos reis – tornando-se assim guerreiro independente. A posição de favoritismo em relação aos nobres galegos e a indiferença para com os fidalgos e eclesiásticos portucalenses por parte de sua mãe, D. Teresa, originou a revolta destes, sob chefia do seu filho, D. Afonso Henriques.
A luta entre D. Afonso Henriques e sua mãe desenrolou-se até que a 24 de Junho de 1128 se travou a batalha de São Mamede (em Guimarães) e D. Teresa foi expulsa da terra que dirigira durante 15 anos. Uma vez vencida, D. Afonso Henriques tomou conta do condado, declarando-o reino independente, dado que ele era neto de Afonso VI, Imperador de toda a Hispânia, passando a assinar todos os documentos oficiais não como conde, mas sim como rei.

Primeira bandeira de Portugal, a de D. Afonso Henriques.

Continuou, no entanto, a lutar contra as forças do seu primo, o rei Afonso VII de Leão e Castela (inconformado com a perda das terras portuguesas, pois à semelhança de seu avô, Afonso VI, ele também se intitulava como Imperador), enquanto paralelamente travava lutas contra os muçulmanos. Em 1139, depois de uma estrondosa vitória na batalha de Ourique contra um forte contingente mouro, D. Afonso Henriques afirmou-se como rei de Portugal a partir de 1140 com o apoio dos nobres portugueses, e foi reconhecido como rei soberano pelo Rei de Leão com o Tratado de Zamora em 1143. 
Nasceu assim o Reino de Portugal e a sua primeira dinastia e Casa Real, a Casa de Borgonha, sendo D. Afonso Henriques o primeiro rei: Afonso I de Portugal.

## A sua independência e reconhecimento
Contudo, o estatuto de independência carecia de reconhecimento, e foi no Torneio de Valdevez ou Recontro de Valdevez nas margens do rio Vez, em Arcos de Valdevez, que D. Afonso Henriques, após a vitória na Batalha de Ourique (1139), rompeu a paz de Tui (1137) e invadiu a Galiza. Em resposta, as forças de Afonso VII de Leão e Castela entraram em terras portuguesas, arrasando os castelos à sua passagem, e desceram as montanhas do Soajo em direção a Valdevez.
Para evitar a batalha campal, foram selecionados os melhores cavaleiros de ambos os lados para lutarem entre si num torneio ou justa, conforme o uso na Idade Média. A sorte das armas pendeu para o lado português, tendo os cavaleiros leoneses ficado detidos, conforme o código da cavalaria medieval.
Com a vitória dos seus cavaleiros no Recontro de Valdevez, Afonso Henriques aproveitou as boas graças da Igreja, e, por intermédio do Arcebispo de Braga, D. João Peculiar, fez com que o Papa Inocêncio II aceitasse a sua vassalagem contra o pagamento de um censo (quantia que os reis ou condes pagavam ao Papa) de quatro onças de ouro por ano.
O Arcebispo enviou depois o Cardeal Guido de Vico junto de Afonso VII, obtendo deste, no tratado de Samora (Zamora), o título de rei que D. Afonso Henriques passou a usar, no papel, e de facto e de direito a 5 de Outubro de 1143, data em que o rei Afonso VII assinou o Tratado de Zamora, que assinalaria a separação entre os reinos. Desde então, D. Afonso Henriques (Afonso I) procurou consolidar a independência por si declarada. Fez importantes doações à Igreja e fundou diversos conventos. Dirigiu-se ao papa Inocêncio II e declarou Portugal tributário da Santa Sé, tendo reclamado para a nova monarquia a proteção pontifícia. Em 1179 o papa Alexandre III, através da Bula Manifestis Probatum, confirma e reconhece a Portugal como reino independente e soberano protegido pela Igreja Católica.
Na continuação das conquistas procurou também terreno ao sul, povoado, até então, por mouros. Após ver malograda a primeira tentativa de conquistar Lisboa em 1142, conquista-a em 24 de Outubro de 1147, após conquistar Santarém no dia 15 de março, com o auxílio de uma poderosa esquadra com 160 navios e um contingente de 12 a 13 mil cruzados que se dirigiam para a Terra Santa.

## A independência de Portugal em perigo
A independência de Portugal foi ameaçada por diversas vezes ao longo dos séculos, tendo sido perdida mas também recuperada. Merecem destaque os seguintes acontecimentos:
- Crise de 1383–1385 e consequente desfecho na Batalha de Aljubarrota.
- Batalha de Toro (1476), na qual o monarca português buscava a união das Coroas de Portugal e Castela,[5] pretensão cessada com o Tratado das Alcáçovas-Toledo.
- Crise de Sucessão Portuguesa de 1580, perda da independência e formalização da União Ibérica.
- Restauração da Independência (de 1640, início da Guerra da Restauração até à assinatura do Tratado de Lisboa de 1668).
- Guerra Peninsular (1807–1814, invasões francesas e transferência da corte portuguesa para o Brasil).